# 梨形栅蛛
梨形栅蛛（学名：Hahnia pyriformis）为栅蛛科栅蛛属的动物。在中国大陆，分布于湖南等地。该物种的模式产地在湖南。